# Leopold Rückert

Leopold Rückert

Leopold Ferdinand Robert Rückert (* 20. April 1881 in Karlsruhe; † 11. November 1942 ebenda) war ein deutscher Politiker der SPD.

## Leben und Wirken
Leopold Rückert wurde 1881 als Sohn eines Schlossers geboren. Nach dem Besuch der Volksschule (1887 bis 1895) erlernte er den Beruf seines Vaters, indem von 1895 bis 1898 eine Schlosserlehre absolvierte. Anschließend übte Rückert seinen Beruf bis 1905 aus. Von 1905 bis 1918 amtierte er als Geschäftsführer des Deutschen Metallarbeiterverbandes (DMV) im Regierungsbezirk Karlsruhe. 1909 übernahm Rückert, der seit etwa 1900 der SPD angehörte, sein erstes politisches Amt, als er Stadtverordneter in Karlsruhe wurde. 1914 wurde er in den Vorstand der AOK in Karlsruhe delegiert.
Nach der Novemberrevolution von 1918 wurde Rückert am 10. November 1918 zum Verkehrsminister in der ersten badischen Nachkriegsregierung berufen. Anschließend führte er in den folgenden Regierungen (Kabinett Geiß II und Kabinett Trunk I) von April 1919 bis Januar 1921 das Arbeitsministerium des Landes Baden.
1919 wurde Rückert sowohl in die badische Nationalversammlung als auch als Vertreter für den Wahlkreis 33 (Baden) in die gesamtdeutsche verfassungsgebende Nationalversammlung, die sogenannte Weimarer Nationalversammlung, gewählt.
Nach dem Ende seiner Arbeit in der badischen Regierung beschränkte Rückert sich auf seine Tätigkeit als einfacher Abgeordneter im badischen Landtag, dem er von 1919 bis 1933 angehörte: 1928 übernahm er den Vorsitz des Haushaltsausschusses; im selben Jahr wurde er zweiter und 1931 erste Vorsitzender der SPD-Fraktion im Landtag. Daneben betätigte er sich wieder verstärkt in der Gewerkschaftsbewegung: Von 1921 bis 1931 fungierte er als Geschäftsführer des Zentralverbandes der Angestellten in Karlsruhe.
1931 wurde Rückert zum Staatsrat berufen. Neben Emil Maier war er damit einer von zwei SPD-Ministern in der zu diesem Zeitpunkt amtierenden Koalitionsregierung in Baden. Nach dem Tod Maiers im Mai 1932 übernahm Rückert außerdem die interimistische Leitung des badischen Innenministeriums. Im November 1932 trat er von diesem Amt zurück, als die SPD beschloss, sich aus der badischen Regierung zurückzuziehen.

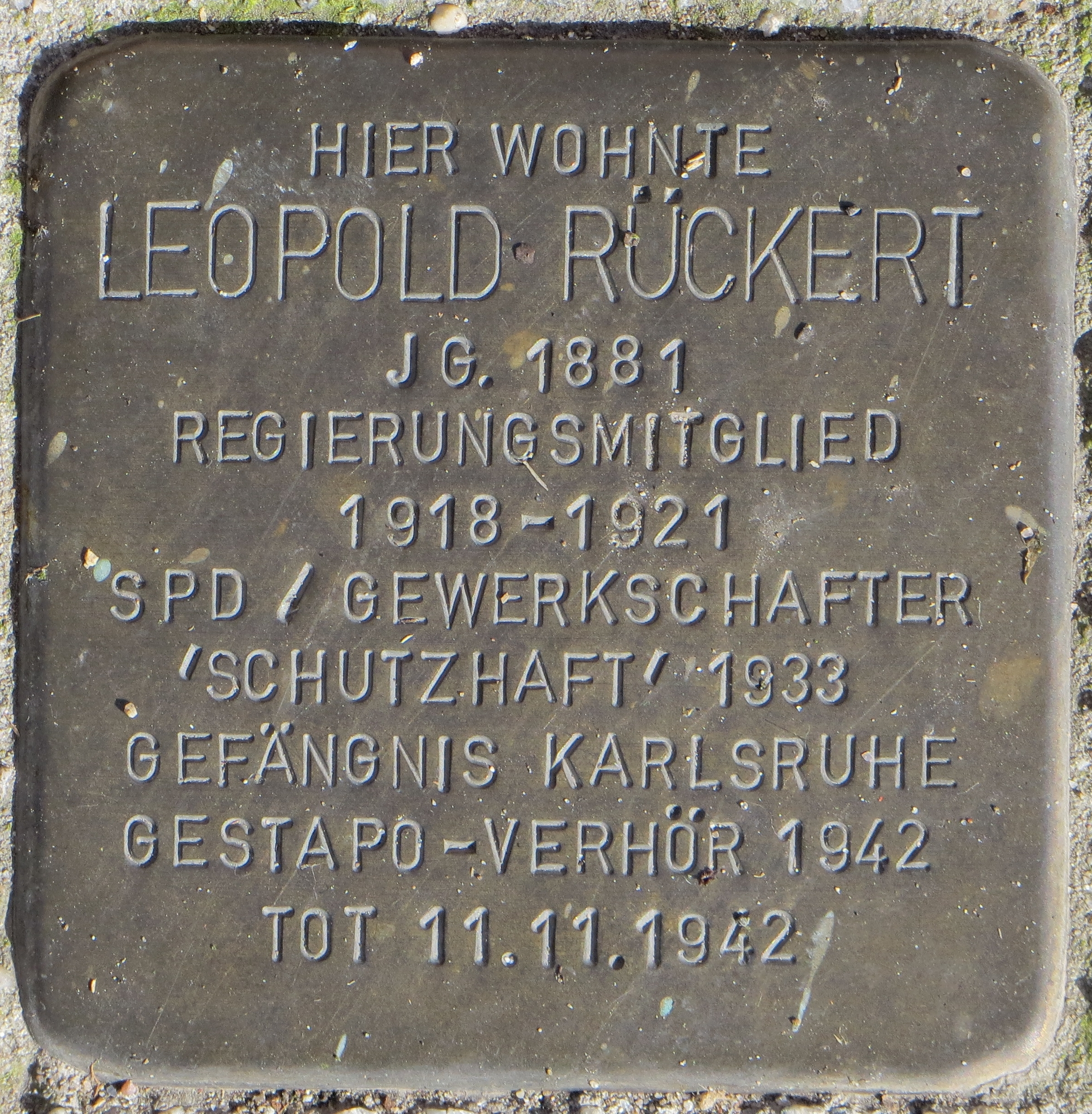
Stolperstein zu Leopold Rückert vor seinem Wohnhaus in der Ettlingerstraße 45

Nach dem Machtantritt der Nationalsozialisten im Frühjahr 1933 wurde Rückert verhaftet und für einige Monate als Schutzhäftling im Gefängnis in der Karlsruher Riefstahlstraße festgehalten. Nach seiner Freilassung am 26. Juni zog Rückert sich mit seiner Frau Else ins Privatleben zurück: Bis zu seinem Tod 1942 schlug er sich als Versicherungsvertreter durch. Er starb an einem Herzinfarkt, den er angeblich nach einem Verhör durch die Gestapo erlitt.